# قرة تشاي نقشي (عباس الغربي)
قرة تشاي نقشي (بالفارسية: قره‌چای نقشی) هي مستوطنة تقع في إيران في قسم عباس الغربي الريفي. يقدر عدد سكانها بـ 88 نسمة .